# 글렌 매큐언
글렌 매큐언(Glenn McCuen, 1991년 2월 3일 ~ )은 미국의 배우, 모델, 체조 선수이다.